# An Epiphanic Vomiting of Blood
An Epiphanic Vomiting of Blood — третий студийный альбом голландского экспериментального проекта Gnaw Their Tongues, выпущенный 15 декабря 2007 года на лейбле Burning World Records.

## Запись и выпуск
Музыка для альбома An Epiphanic Vomiting of Blood была записана в собственной студии Мауриса де Йонга в Драхтене под названием De Bejaarde. К де Йонгу обратился лейбл Burning World Records, который предложил выпустить альбом на виниле ограниченным тиражом в 500 копий. Американский лейбл Crucial Blast издал альбом в начале 2008 года, обеспечив музыке более широкое распространение.

## Отзывы критиков
| Оценки критиков | Оценки критиков |
| Источник        | Оценка          |
| --------------- | --------------- |
| AllMusic        | [ 3 ]           |
| Exclaim!        | положительная   |

Альбом An Epiphanic Vomiting of Blood получил благоприятные отзывы музыкальных критиков, в первую очередь за способность создать мрачную и гнетущую атмосферу. Музыкальный журналист Нед Рэггетт поставил альбому 3.5 звезды из 5, сказав: «Часто кажется, что все полностью выходит из-под контроля — ничего плохого, но из-за этого песни трудно слушать, — но потом происходит какой-то вагнеровский всплеск, как в „Sawn Asunder and Left for the Beasts“ или „And There Will Be More of Your Children Dead Tomorrow“, который превращает все это в мощный выброс энергии».
Макс Дено из Exclaim! отметил количество разнообразных инструментов, использованных в композициях, и сравнил музыку с творчеством итальянской прогрессивной рок-группы Goblin.

## Список композиций
| №  | Название                                                                   | Длительность |
| -- | -------------------------------------------------------------------------- | ------------ |
| 1. | «My Body Is Not a Vessel, Nor a Temple. It's a Repulsive Pile of Sickness» | 7:30         |
| 2. | «Teeth That Leer Like Open Graves»                                         | 6:54         |
| 3. | «Sawn Asunder and Left for the Beasts»                                     | 5:40         |

| №  | Название                                                | Длительность |
| -- | ------------------------------------------------------- | ------------ |
| 1. | «An Epiphanic Vomiting of Blood»                        | 6:19         |
| 2. | «The Sewer Rats of Calcutta»                            | 4:10         |
| 3. | «And There Will Be More of Your Children Dead Tomorrow» | 7:28         |

| №  | Название                              | Длительность |
| -- | ------------------------------------- | ------------ |
| 7. | «The Urge to Participate in Butchery» | 8:29         |

## Участники записи
- Маурис де Йонг — вокал, все инструменты, запись, обложка